# Петрівське (Богодухівський район)
Петрі́вське — село в Україні, у Краснокутській селищній громаді Богодухівського району Харківської області. Населення становить 125 осіб. До 2020 орган місцевого самоврядування — Качалівська сільська рада.

## Географія
Село Петрівське знаходиться на лівому березі річки Мерла, нижче за течією на відстані 1 км розташоване село Павлюківка, на протилежному березі розташований смт Краснокутськ. Село оточене великим лісовим масивом (сосна).

## Назва
Назва походить від імені або прізвища засновника.

## Історія
Вперше згадується у 1785 році, як поміщицьке село. Навколо села виявлено велику кількість археологічних пам'яток бронзової, залізної доби, скіфського та сарматського періодів, а також раннього середньовіччя. У 1920 році відкрито початкову школу — 3 і 4 клас (1 і 2 клас знаходився у сусідньому с. Павлюківка). Після ІІ Світової війни школа функціонування не відновила. На початку 1920-тих рр. у Петрівському відкрили дитячий будинок. У 1995 році у Петрівське з Михайлівського перевели Краснокутське лісництво.
Промислових підприємств у Петрівському немає, але в ньому знаходяться фермерське господарство «Мрія», Краснокутський дитячий будинок, Краснокутське лісництво, каплиця Святого Миколая. Село газифіковане, функціонує водогін, є дорога з твердим покриттям з боку Краснокутська. Село Петрівське перспективне, фактично воно перетворилося на околицю Краснокутська.
12 червня 2020 року, розпорядженням Кабінету Міністрів України № 725-р «Про визначення адміністративних центрів та затвердження територій територіальних громад Харківської області», увійшло до складу Краснокутської селищної громади.
19 липня 2020 року, в результаті адміністративно-територіальної реформи та ліквідації Краснокутського району, село увійшло до складу Богодухівського району.